# Augusto Ciuffelli
Augusto Ciuffelli (Massa Martana, 23 novembre 1856 – Roma, 6 gennaio 1921) è stato un politico italiano.

## Biografia
Nato da genitori di estrazione sociale non nobile (il padre Giuseppe era falegname), lasciò gli studi a 14 anni dopo aver conseguito la licenza tecnica; entrato nel mondo del lavoro, proseguì gli studi da autodidatta.
Impiegato, nel 1876, presso l'ufficio del Genio Civile di Potenza, poco dopo fu trasferito come disegnatore straordinario  a Brescia dove venne notato per il suo impegno da Giuseppe Zanardelli che nominò Ciuffelli, appena ventenne, suo segretario particolare, lanciandone poi la carriera politica.
Nel 1898 Ciuffelli viene nominato Prefetto ricoprendo questo incarico a Siena, poi a Cagliari, Ravenna e, infine, Verona.
Nel 1904 viene eletto deputato nel collegio di Todi (PG).  Fu ministro delle poste e dei telegrafi nel Governo Luzzatti, ministro dell'Industria, Commercio e Lavoro nel Governo Orlando e ministro dei lavori pubblici nei governi Salandra I e Salandra II
Fu presidente di sezione del Consiglio di Stato.
Suo figlio fu Giuseppe Ciuffelli (nato a Roma il 25 ottobre 1886): morto il 25 ottobre 1917 assieme al capitano Giuseppe Gabbin, era sottotenente pilota della 25ª Squadriglia Voisin.